# بروما (سوئد)
بروما (به سوئدی: Bromma stadsdelsområde) یک شهر در سوئد است که در بخش استکهلم واقع شده‌است. بروما ۲۵٫۹۹ کیلومتر مربع مساحت و ۷۲٬۰۰۰ نفر جمعیت دارد.